# Ольховатський район
Ольховатський (Вільхуватський) район — адміністративна одиниця на південному заході Воронезької області Росії.
У роки українізації на Слобожанщині офіційно значився в документах як Вільхуватський район Воронізької области.
Адміністративний центр — селище міського типу Ольховатка (Вільхуватка).
Площа району — 1030 км².
За даними перепису населення 1939 року: українці — 78,4 % або 31 314 осіб, росіяни — 21,1 % або 8 438 осіб.
За переписом населення 1989 року: українці — 75,9 %, росіяни — 22,8 %.
Населення району — 24646 осіб (2010). Національний склад (2010): росіяни — 64,7 %, українці — 32,1 %, вірмени — 0,2 %, інші — 3,0 %.
Населення району — 21565 осіб (2020). Національний склад (2020): росіяни — 89,64 %, українці — 6,37 %, цигани — 1,82 %, інші — 2,17 % (від кількості тих, хто вказав національність).